# Adrian Peterson (football américain, 1979)
College Football Hall of Fame 2017
(en) Statistiques sur pro-football-reference
Adrian Nicholas Peterson (né le 1er juillet 1979 à Gainesville) est un joueur américain de football américain.
Il a joué pour dans la National Football League (NFL) (2002-2010) et la United Football League (2011, UFL).
Sélectionné par la franchise des Bears de Chicago lors de la draft 2002 de la NFL, il y reste huit saisons (2002-2010) avant de s'engager pour une saison avec les Destroyers de la Virginie évoluant dans l'UFL.
Auparavant, il avait joué au niveau universitaire pour les Eagles de Georgia Southern où il a établi plusieurs records, au niveau de son université mais également au niveau de la Southern Conference et de la NCAA Division I FCS. Il y remporte deux titres nationaux et se voit décerner le Walter Payton Award.

## Biographie

### Enfance
Peterson étudie à la Santa Fe High School d'Alachua où il est sélectionné à deux reprises dans l'équipe de l'État de Floride. Lors de sa dernière année, il gagne 1 526 yards et inscrit dix-sept touchdowns en 185 courses. Il est meilleur joueur de la division 4A de Floride. Pendant sa période au lycée, il pratique également l'athlétisme, le basket-ball et le powerlifting.

### Carrière universitaire
En 1998, il intègre l'université du Sud de la Géorgie où il joue pour son équipe de football américain des Eagles. Lors de ses années universitaire, il gagne un total de 9 145 yards à la course, inscrit 111 touchdowns. Il se voit décerner le Walter Payton Award en 1999.
Peterson est intronisé au College Football Hall of Fame en 2017.

### Carrière professionnelle
Adrian Peterson est sélectionné lors du  199e choix global lors du sixième tour de la draft 2002 de la NFL par la franchise des Bears de Chicago. Lors de sa première saison professionnelle (rookie), il entre au jeu lors de neuf rencontres, ne gagnant que 101 yards et n'inscrivant qu'un seul touchdown. La saison suivante, il manque la plupart de la saison à la suite d'une blessure à la cheville. À son retour, il joue principalement en équipes spéciales où il totalise vingt-huit plaquages (meilleur statistique des équipes spéciales) au terme de la saison 2004.
En 2005, il est désigné troisième running back derrière Thomas Jones et Cedric Benson. Il reçoit beaucoup plus de temps de jeu à la suite des blessures encourues par de ces deux joueurs. Le 13 novembre, il gagne plus de 100 yards contre les 49ers de San Francisco et inscrit  un touchdown. Lors du match de division de la série éliminatoire, il inscrit un touchdown contre les Panthers de la Caroline. La saison suivante, il est toujours considéré troisième running back et joue également quelques jeux en équipes spéciales. En 2007, Peterson devient deuxième running back de l'équipe le départ de Thomas Jones. Il devient même titulaire lors de cinq rencontres à la suite d'une blessure encourue par Benson.
Peterson redevient premier remplaçant pour les saisons 2008 et 2099 à la suite de l'arrivée de Matt Forté en 2008. Lors du camp d'entraînement 2010, il est libéré après que la franchise de Chicago ait engagé Chester Taylor. Le 12 août 2010, il signe chez les Seahawks de Seattle mais est libéré cinq jours plus tard.
N'ayant pas joué en 2010, Adrian Peterson se présente à la draft de l'USFL où il est sélectionné en 14e choix du troisième tour par les Destroyers de la Virginie. Il signe officiellement avec l'équipe le 15 juin 2011 et remporte le titre 2011 de l'UFL.
Le 13 février 2018, Peterson retourne à l'université Georgia Southern où il occupe le poste de directeur du développement des étudiants-athlètes au sein de l'équipe de football américain entraînée par Chad Lunsford (en)